# Aplysiidae
Aplysiidae zijn een familie van grote in zee levende naaktslakken (Gastropoda).

## Taxonomie volgens WoRMS

### Geslachten
- Aplysia Linnaeus, 1767
- Barnardaclesia Eales & Engel, 1935
- Bursatella Blainville, 1817
- Dolabella Lamarck, 1801
- Dolabrifera Gray, 1847
- Floribella Woodring, 1970 †
- Notarchus Cuvier, 1816
- Paraplysia Pilsbry, 1895
- Petalifera Gray, 1847
- Phyllaplysia P. Fischer, 1872
- Stylocheilus Gould, 1852
- Syphonota H. Adams & A. Adams, 1854